# 214476 Stephencolbert
214476 Stephencolbert è un asteroide della fascia principale. Scoperto nel 2005, presenta un'orbita caratterizzata da un semiasse maggiore pari a 3,1730532 UA e da un'eccentricità di 0,0633064, inclinata di 9,45183° rispetto all'eclittica.